# Præsidentvalget i Island 1952
Præsidentvalget 1952 på Island.
| Ásgeir Ásgeirsson | 32 924 | 48,3 |
| Bjarni Jónsson    | 31 045 | 45,5 |
| Gísli Sveinsson   | 4 255  | 6,2  |
|                   |        |      |

| Valg | Spire Denne valgsartikel er en spire som bør udbygges. Du er velkommen til at hjælpe Wikipedia ved at udvide den. |